# Dario Argento
Dario Argento   (Roma, 7 de setembre de 1940) és un director, productor i guionista de cinema italià, conegut pels seus treballs en el gènere giallo (suspens i policíac) i per la seva influència en el cinema de terror modern. És pare de l'actriu Asia Argento i fill de la fotògrafa i model brasilera de Minas Gerais Elda Luxardo.

## Vida i carrera
Argento va néixer a Roma, fill del productor sicilià i executiu Salvatore Argento i de la fotògrafa brasilera Elda Luxardo. Va començar la seva carrera en el cinema com a crític, escrivint per diverses revistes mentre encara feia l'ensenyament mitjà.
Argento no va anar a la universitat, i va preferir una ocupació com a columnista al diari Paese Sera. Mentre treballava al diari, Argento també va començar a treballar com guionista. El seu treball més notable va ser per Sergio Leone. Ell i Bernardo Bertolucci van col·laborar en la història del clàssic de l'spaghetti Western Fins que li va arribar l'hora.

## La dècada de 1970
Per tant, després del llançament de la pel·lícula de 1968, Argento va començar a treballar com a director, en la pel·lícula giallo L'uccello dalle piume di cristallo, que va ser estrenada el 1970 i va ser un gran succés a Itàlia. Argento va continuar concentrant-se en gran part en el gènere giallo, dirigint dos thrillers més d'èxit, The Cat o 'Nine Tails (1971) i Four Flies on Grey Velvet (1972). Juntament amb The Bird with the Crystal Plumage, aquestes tres pel·lícules són sovint anomenades l'«Animal Trilogy». El director va desviar l'atenció de les pel·lícules de giallo, filmant dos drames per a la televisió italiana i una comèdia d'època (The Five Days) el 1973. Argento va tornar als thrillers amb Roig fosc de 1975, sovint citat per molts crítics com el millor giallo de sempre. Aquest film va fer famós internacionalment Argento i va inspirar altres directors a treballar en el gènere. John Carpenter sovint es va referir a la influència que el treball inicial d'Argento va tenir en el film Halloween.
La següent pel·lícula d'Argento va ser Suspiria (1977), un violent film de suspens sobrenatural. Fa tant les limitacions del subgènere giallo més convencional, Suspiria és una obra d'art semisurrealista, on trama i personatge són secundaris al so i a la visió. Argento va planejar que Suspiria fos la primera d'una trilogia sobre The Three Mothers, tres bruixes antigues que resideixen en tres ciutats modernes diferents. La segona pel·lícula de la trilogia va ser Inferno de 1980. La Mare de les Llàgrimes (2007) va concloure tard la trilogia.
El 1978, Argento va col·laborar amb George A. Romero en El despertar dels zombis, guanyant un crèdit de productor i també subministrant treball de banda sonora pel clàssic zombi. Argento va supervisar el llançament europeu (on va rebre el títol Zombi), que va ser molt més curta i va presentar molt més el guió escriti realitzat per Goblin.

## La dècada de 1980
Després d'Infern, Argento va tornar a l'estil giallo més convencional amb Tenebrae (1982). Llavors va intentar combinar la fantasia giallo i sobrenatural a Phenomena de 1985, també coneguda com Creepers, que va ser una de les primeres pel·lícules de Jennifer Connelly. Phenomena també va mostrar la predilecció d'Argento per a les noves tecnologies, com van palesar els diversos Steadicam. Ambdues pel·lícules van rebre una recepció tèbia després de l'estrena, encara que cadascuna hagi estat reconsiderada positivament d'aleshores ençà.
Argento posteriorment va fer una pausa com a director per escriure dos guions pel fill de Mario Bava, Lamberto Bava: Dèmoni (1985) i Dèmoni 2 (1986). Opera (1987), situada al Teatre Regio de Parma durant una producció de Macbeth de Verdi, la producció va ser assetjada per infortunis de la vida real que Argento sospitava eren causats per la suposada "maledicció" tradicional en la peça de Shakespeare. El pare d'Argento va morir durant aquesta producció, Vanessa Redgrave va abandonar el projecte abans que els rodatges comencessin, va tenir problemes per treballar amb la seva antiga promesa i col·laboradora Donaria Nicolodi al set i l'elenc i l'equip van ser turmentats per diversos accidents i contratemps menors.
El 1987-88, Argento va produir una sèrie de TV de quinze episodis, anomenada Turno di Notte. Nou dels episodis van ser dirigitss per Luigi Cozzi, els altres sis per Lamberto Bava. Daria Nicolodi i Asia Argento van actuar en diversos episodis.

## La dècada de 1990
A la primeria dels anys 1990, Argento col·laborava amb el director italià Lucio Fulci en una pel·lícula de terror. A causa de problemes financers, el projecte va ser contínuament ajornat. Feliçment, el 1996, Argento va ser capaç de reunir fons, però no va realment reeixir col·laborar amb Fulci, ja que Fulci va morir el març d'aquest any. La pel·lícula més tard va ser dirigida per Sergio Stivaletti com The Wax Mask, amb Argento i Fulci ambdós als crèdits com a guionistes.
La pel·lícula de 1996, La síndrome de Stendhal, en la qual una policia (interpretada per la filla d'Argento, Àsia) que pateix de síndrome de Stendhal és segrestada per un assassí en sèrie en un magatzem abandonat, va ser la primera pel·lícula italiana a utilitzar imatges generades per ordinador (CGI). A més d'això, l'escena d'obertura de la pel·lícula va ser filmada a Florència, en la famosa Galeria degli Uffizi. Argento és l'únic director que va obtenir el permís per rodar en aquest museu. La síndrome de Stendhal va ser distribuïda als Estats Units per l'empresa de distribució de pel·lícules culinària Troma Entertainment. Més tard va dirigir el The Phantom of the Opera de 1998 i el Sleepless de 2001. Dario Argento va presentar el seu film Pelts al Festival de Torí el 2006.

## 2000 i 2010
2004 The Card Player, un giallo sobre un assassí, que mata les seves víctimes durant les partides de poker a internet amb la policia de Roma, va tenir una rebuda mixta: alguns fans van apreciar la partitura de música techno composta per l'ex-membre goblin Claudio Simonetti, però va trobar la pel·lícula també massa mainstream, amb poca floració habitual d'Argento.
El 2005 va veure la transmissió de TV de Do You Like Hitchcock, en la qual el director va homenatjar Alfred Hitchcock després de dècades de ser comparat amb ell per crítics. Més tard, aquell any, va dirigir un episodi de Masters of Horror, una sèrie de televisió Showtime, anomenada «Jenifer». Després, Argento va dirigir una adaptació de la història curta Pelts de F. Paul Wilson per la segona temporada de la mateixa sèrie.
Argento va acabar la pel·lícula final de la trilogia Three Mothers, The Mother of Tears, que es troba a Roma i es concentra en la «tercera mare» del títol, Mater Lacrimarum. Argento i Jace Anderson comparteixen crèdits del guió del film. Àsia Argento va ser escollit com el principal actor, juntament amb la mare i freqüent col·laboradora d''Argento, Donaria Nicolodi, en paper de suport. Udo Kier, que va aparèixer en la Suspiria d'Argento i Coral·lina Cataldi-Tassoni, que va aparèixer en tres de les seves pel·lícules anteriors, ambdós tenen papers fonamentals en el capítol final de les Mares.
El 26 de juny de 2009, Giallo es va estrenar al Festival de Cinema d'Edimburg. El mes següent, va anunciar que va començar a treballar en una nova versió en 3D de Deep Red però, posteriorment, aquest projecte va ser arxivat a causa del fracàs comercial de Giallo en els cinemes italians. Llavors va decidir d'escriure un nou guió. El 2011, Argento va signar per  una nova versió americana de la pel·lícula Suspiria. El dia 4 de març de 2011, es va anunciar que Rutger Hauer signat per jugar Van Helsing en el Dracula 3D de Argento, que era programat per començar a rodar a Budapest a la fi de l'any. Va ser llançat el 19 de maig de 2012.

## Obres i crítiques
Maitland McDonagh va escriure sobre Argento en el seu llibre Broken Mirrors / Broken Minds: The Dark Dreams of Dario Argento. Argento també és esmentat en Art of Darkness, una col·lecció de fotos promocionals, art de cartells i assajos crítics editats per Chris Gallant. El periodista britànic Alan Jones va publicar Profondo Argento, un compendi d'informes conjunts, entrevistes i detalls biogràfics. El dissenyador de so anglès, escriptor i músic Heather Emmett va publicar Sounds to Die For: Speaking the Language of Horror Film, que inclou el primer estudi aprofundit sobre l'ús del so als films d'Argento.
El 2012, Dario Argento va ser destacat en la retrospectiva Argento: Il Cinema Nel Sangue al Museu d'Arts i Disseny de la ciutat de Nova York. La retrospectiva va celebrar la influència de la família Argento en el cinema a Itàlia i arreu al món. L'exposició va destacar la contribució de Dario, així com la del seu pare (Salvatore), germà (Claudio), exesposa (Donaria Nicolodi) i filla (Àsia).
Començant amb el Phantom of the Opera de 1998, els films d'Argento van ser generalment mal rebuts per crítics i fans, incloent-hi estudiosos d'Argento, com Maitland McDonagh. Fangoria va escriure el 2010: «Durant l'última dècada, els patrons van relliscar. Per un cineasta que sempre va ser tan precís en la construcció i tall, les seves pel·lícules posteriors com The Phantom of the Opera i The Card Player són descurades. Gradualment, l'estil calidoscòpic que una vegada va caracteritzar les seves pel·lícules lentament empal·lideix». És a dir en gran part a causa del baix retorn d'ingressos de les seves pel·lícules, així com dificultats a trobar productors.

## Filmografia

### Director
- L'uccello dalle piume di cristallo (1970)
- Il gatto la nou code (1971)
- Quattro mosche di velluto grigio (1971)
- La porta sud buio (2 episodis, 1973)
- Le cinque giornate (1973)
- Roig fosc (Profondo rosso) (1975)
- Suspiria (1977)
- Inferno (1980)
- Tenebrae (1982)
- Phenomena (1985)
- Opera (1987)
- Due occhi diabolici (1990) (episodi: The Black Cat)
- Trauma (1993)
- La sindrome di Stendhal (1996)
- Il fantasma dell'Opera (1998)
- Non ho sonno (2001)
- Il cartaio (2004)
- Ti piace Hitchcock? (2005)
- Masters of Horror (2 episodis, 2005-2006)
- La terza madre (2007)
- Giallo - ostatges de la por (2009)
- Dracula 3D (2012)

### Guió
- Scusi, llei è favorevole o contrario? (1966)
- Qualcuno ha tradito (1967)
- Oggi a em... domani a te! (1968)
- Comandamenti per un gangster (1968)
- Commandos (1968)
- La rivoluzione sessuale (1968)
- Fins que li va arribar l'hora (Once Upon a Time in the West) (1968)
- Cimitero senza croci (1968)
- Metti, una sera a cena  (1969)
- Probabilità zero (1969)
- La legione di dannati (1969)
- Un esercito di cinque uomini (1969)
- La stagione di sensi (1969)
- L'uccello dalle piume di cristallo (1970)
- Il gatto a nou code (1971)
- Quattro mosche di velluto grigio (1971)
- Così sia (1972)
- La porta sul buio (2 episodis, 1973)
- Le cinque giornate (1973)
- Roig fosc (Profondo rosso) (1975)
- Suspiria (1977)
- El despertar dels zombis (1978)
- Inferno (1980)
- Tenebrae (Tenebre) (1982)
- Phenomena (1985)
- Dèmoni (1985)
- Dèmoni 2 - L'incubo ritorna (1986)
- Opera (Terror en l'òpera) (1987)
- La chiesa (1989)
- Due occhi diabolici (1990) (episodi: The Black Cat)
- La setta (1991)
- Trauma (1993)
- La sindrome di Stendhal (1996)
- M.DC - Maschera di cera (1997)
- Il fantasma dell'opera (1998)
- Non ho sonno (2001)
- Il cartaio (2004)
- Tu piace Hitchcock? (2005)
- La terza madre (2007)
- Giallo - ostatges de la por (2009)